# キヤノン A-1

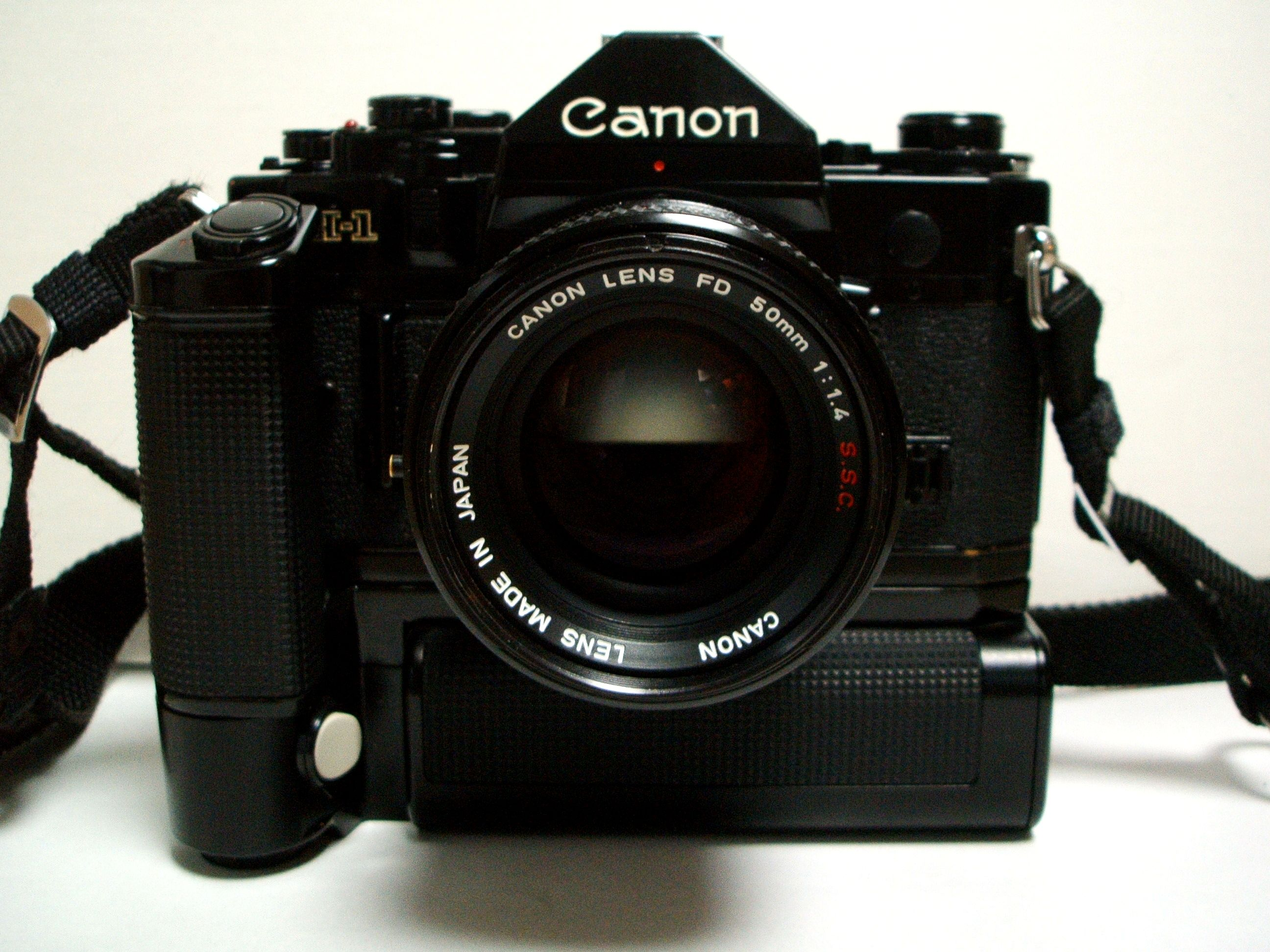
キヤノンA-1+モータードライブMA

キヤノンA-1は、1978年にキヤノンから発売されたマニュアルフォーカス一眼レフカメラである。

## 概要
A-1は、キヤノンAE-1の上級・高機能機種として発売された。5つのAEモードと全速電子シャッターが特徴である。
キヤノン初のマルチモード一眼レフで、速写性が高く実用的なプログラムAE、先進的な全電子制御機構が注目を集めた。モータードライブMAによる最高5コマ/秒の連写性能は、ハイアマチュア向け製品としては破格の性能であり、比較的高価であったにもかかわらず良好な売上を記録した。
反面、当時は全電子制御の一眼レフに一種の抵抗感も存在し、「電池が切れたらただの箱」として敬遠するむきもあった。また消費電力が多いことでも有名で、測光・シャッター制御用の高価な4SR44電池が2～3ヶ月で切れてしまうこともあったため、4SR44を模した電極から外部電源に繋ぐユーザーもいた。
本機の導入時のカタログや広告には明らかにスター・ウォーズのイメージが無版権で採用されていた。

## 主要諸元
- 形式：電子制御によるAE選択式，35mm横幕式フォーカルプレーンシャッター一眼レフ
- 電源：4SR44または4LR44
- 撮影モード：シャッタースピード優先AE・絞り優先AE・プログラムAE・ストロボAE・絞込み実絞りAE・手動撮影の6モード
- 使用フィルム：135
- 使用レンズ：キヤノンFDレンズ群（5モードAE撮影可能）・キヤノンFLレンズ群（絞込みAE可能）
- レンズマウント：スピゴット式マウント、FD・FL・R各レンズ取り付け可能
- ファインダー：ペンタプリズム固定アイレベル式
- ファインダー視野率：上下93.4％、左右95.3％
- ファインダー倍率：0.83倍（50mmレンズ付無限遠時）
- ファインダー視度：-1.0ジオプター
- フォーカシングスクリーン：スプリットマイクロ距離計付が標準装備、交換スクリーン6種類あり
- ファインダー情報：ファインダー視野外下部に全ての情報をデジタル表示する。シャッタースピード、絞り、不適正露出警告、バルブ表示、専用ストロボ使用時の充電完了表示、誤操作時エラー警告、手動時表示など。赤色LED使用
- ファインダー情報の読み取り：シャッターボタン半押し、露出記憶スイッチ、露出読み取りスイッチを押すことによって可能
- 情報の消去：表示スイッチにより消去可能
- ファインダーアタッチメント：アングルファインダーA2/B・マグニファイヤーS・視度補正レンズ10種類・アイカップ
- ミラー：ノンショッククイックリターン式
- アイピースシャッター：組み込み
- AE機構：電子制御方式、FDレンズの絞りリングマークをAマークに合わせ、モードセレクターとATダイヤルによりAE情報を入力する開放測光AEおよび実際に絞り込んだ場合のAE（Ⅰ2L採用のLSI3個、リニアーLSI1個、測光用Bi-MOS IC1個使用）フィルム感度と明るさに連動。
- AEモード設定：モードセレクターによりシャッタースピード優先、および絞り優先AE切換えを行う。
- 測光方式：接眼レンズ上部にシリコンフォトセル受光素子を設け、フルネルレンズにより採光処理をしたTTL中央重点測光
- 使用フィルム感度：ASA（ISO）6～12800、1/3段シフト、目盛ロック機構付
- 測光範囲：F1.4レンズ使用の場合、ASA100でEV-2～18（8秒F1.4～1/1000秒F16）
- 露出補正：補正目盛による+-共に2段
- AEロック：押しボタン式。記憶後に露出値変更可
- 絞り込みレバー：折りたたみ式、FDレンズではAマークから解除後に絞り込む
- 手動撮影：Aマーク解除による。シャッターと絞りの手動設定

## 主なオプション
- パワーワインダーA
- モータードライブMA